# ¡Salvados!
¡Salvados! es una comedia adolescente de 2004 que trata temáticas religiosas en modo de sátira. Fue escrita por Brian Dannelly y Michael Urban, y dirigida por Dannelly. Protagonizada por Jena Malone, Mandy Moore, Macaulay Culkin, Patrick Fugit, Eva Amurri, Martin Donovan, y Mary-Louise Parker. ¡Salvados! fue rodada en el instituto Clayton Heights en Surrey en la Columbia Británica,  pero situada en el condado de Baltimore, Maryland. Michael Stipe del grupo R.E.M. es uno de los productores. La película trata los temas de la religión, el ostracismo, la homofobia, el embarazo en adolescentes, el divorcio y la discapacidad.

## Resumen
Una vida cristiana sin complicaciones se ve truncada cuando Mary no sabe que pensar cuando su novio le confiesa que es gay. Después del desmayo Mary tiene una misión, Jesús en persona le ha encomendado salvar como sea a ese chico.  Mary decide tener sexo con el chico hasta que sea "normal". La experiencia no tiene el resultado deseado, ya que el chico sigue siendo gay, y Mary se queda embarazada.
Los padres envían al chico a un centro donde supuestamente limpian a los "pecadores" (madres solteras y homosexuales entre otros) lo que da fuerza a Mary a dudar sobre la rigidez cristiana que tienen de tachar a unos cuantos. 
En vista de que ella se convertiría en madre soltera y (para el colmo) aún continuaría siendo menor de edad, también sería llevada al House of Mercy -"El centro de limpieza"- Mary decide demostrarle a su madre que a pesar de tener un hijo en su vientre, no es el fruto de un pecado, que tiene derecho a llevar una vida cristiana sin ser condenada por lo que hizo, recordándole que ella también es madre soltera y que tiene deseos de encomendar algunos errores que cometió en el pasado con el pastor, porque aún se gustaban.
En la fiesta que se irá a organizar en el Instituto Cristiano de élite American Eagle a manos de Hilary Faye, una chica que se convirtió a la vida cristiana radicalmente, nota como Mary, su amiga, duda de los pasos que dicta su iglesia, y decide hacerle volver, cueste lo que cueste, a los buenos caminos según su fe.
A Hilary Faye, en su camino se interponen Cassandra, una judía con mala fama (drogadicta, a quien se acusa de ser nudista, y más); Patrick el hijo del reverendo y el guapo de la familia; y  Rolland su propio hermano, quienes terminan siendo los mejores consejeros y amigos de Mary.

## Reparto
| Actor              | Personaje                                     |
| ------------------ | --------------------------------------------- |
| Jena Malone        | Mary Cummings                                 |
| Mandy Moore        | Hilary Faye Stockard                          |
| Macaulay Culkin    | Roland Stockard                               |
| Eva Amurri         | Cassandra Edelstein                           |
| Patrick Fugit      | Patrick Wheeler                               |
| Elizabeth Thai     | Veronica                                      |
| Chad Faust         | Dean Withers                                  |
| Martin Donovan     | Pastor Skip Wheeler                           |
| Heather Matarazzo  | Tia; somewhat of an outsider in the beginning |
| Mary-Louise Parker | Lillian Cummings                              |
| Kett Turton        | Mitch                                         |
| Dave Rosin         | Dave Rosin                                    |

- Datos: Q1474127